# みどりの日
みどりの日（）は、日本の国民の祝日の一つである。日付は5月4日である。1989年（平成元年）から2006年（平成18年）までは4月29日であった。国民の祝日に関する法律（祝日法、昭和23年7月20日法律第178号）第2条によれば、「自然に親しむとともにその恩恵に感謝し、豊かな心を育む」ことを趣旨とする。ゴールデンウィークを構成する休日の一つである。
英語では「Greenery day」（緑樹や草木の日という意味）と表記される（Green Dayではない）。
内容
1948年（昭和23年）の祝日法施行以来、昭和天皇の誕生日である4月29日は国民の祝日である「天皇誕生日」とされていた。1989年（昭和64年）1月7日に明仁が即位し、天皇誕生日は明仁の誕生日である12月23日となった。ゴールデンウィークの一角を構成する祝日を廃止すると国民の生活へ影響が懸念されるため、4月29日は「みどりの日」と改めて祝日とした。
国民の祝日に「みどりの日」を新設する際の説明として次のように述べている。
「飛躍的な経済成長の結果、我が国の国民生活は、物質的にはほぼ満足し得る水準に達したものと考えられますが、これからは、これまでにも増して心の潤いやゆとりといった心の豊かさを涵養することが求められています。我が国は緑豊かな自然を持った国であることにかんがみ、この自然に親しむとともに、その恩恵に感謝し、豊かな、心をはぐくむことを願い、「みどりの日」として国民の祝日とするものであります。」
2005年（平成17年）の祝日法改正により2007年（平成19年）以降は、「みどりの日」を、祝日に挟まれる平日で「国民の休日」であった5月4日へ移動し、4月29日は「昭和の日」とした。経緯は昭和の日に詳述がある。

## 名称
「みどりの日」は、小渕恵三官房長官の私的諮問機関で有識者らによる「皇位継承に伴う国民の祝日に関する法律改正に関する懇談会」で、「（4月29日が休日となる由縁となった）昭和天皇は植物に造詣が深く、自然をこよなく愛したことから『緑』にちなむ名がふさわしい」とする大勢の意見により定められた。ほかにも「科学の日」など昭和天皇の博識を頂く意見が多かった。

## みどりの月間
みどりの月間（みどりのげっかん）は、「みどりの日」についての国民の関心と理解を一層促進して「みどり」について国民の造詣を深める月である。「みどりの日」の改正に伴い、2006年（平成18年）8月8日の閣議で「みどりの週間」を廃止して4月15日から5月14日を「みどりの月間」と定めた。期間中は地方公共団体及び一般の協力を得て「みどり」に関する各種行事等を全国的に実施した。

## みどりの週間
みどりの週間（みどりのしゅうかん）は「みどりの日」改正以前の2006年まで存在した。「みどりの日の趣旨を広く普及し、緑豊かな自然と国土の形成及び国民生活の向上に資すること」を目的とする。国民の祝日に関する法律の一部を改正する法律（平成元年法律第5号）で「みどりの日」が国民の祝日と制定され、1989年（平成元年）4月18日の閣議で、4月23日から4月29日「みどりの日」までを「みどりの週間」と定めた。期間中は地方公共団体及び一般の協力を得て「みどり」に関する各種行事等を全国的に実施した。

## 雑記
2007年以降は「みどりの日」に国公立公園の無料開放するなど、国民が自然に親しむための各種行事等を各地で実施している。
当日は毎日新聞の題字が青から緑色になる。
1991年から、グリーンレガッタと称して中央大学・法政大学・日本体育大学・東京経済大学の定期戦が戸田漕艇場で実施され、早慶レガッタに次いで人気がある。